# Freeport (Míchigan)
Freeport es una villa ubicada en el condado de Barry en el estado estadounidense de Míchigan. En el Censo de 2010 tenía una población de 483 habitantes y una densidad poblacional de 0,24 personas por km².

## Geografía
Freeport se encuentra ubicada en las coordenadas 42°45′49″N 85°18′57″O / 42.76361, -85.31583. Según la Oficina del Censo de los Estados Unidos, Freeport tiene una superficie total de 2027.96 km², de la cual 2015 km² corresponden a tierra firme y (0.64%) 12.95 km² es agua.

## Demografía
Según el censo de 2010, había 483 personas residiendo en Freeport. La densidad de población era de 0,24 hab./km². De los 483 habitantes, Freeport estaba compuesto por el 97.1% blancos, el 1.04% eran afroamericanos, el 0% eran amerindios, el 0.21% eran asiáticos, el 0% eran isleños del Pacífico, el 0.41% eran de otras razas y el 1.24% pertenecían a dos o más razas. Del total de la población el 3.31% eran hispanos o latinos de cualquier raza.